# Airheadz
Airheadz war ein britisches Tranceprojekt. Es wurde 2000 von den Musikern Leigh Guest und Andrew Peach gegründet. Später schloss sich Caroline De Batselier als Sängerin an.

## Diskografie
Singles
- 2000: In The Air
- 2001: Stanley (Stanley's In A Trance Mix)
- 2001: Stanley (Here I Am)

Remixes
- 2000: Charlie - Burn And Shiver
- 2000: Apex - Virtuoso (Airheadz Mix)
- 2001: Stargazers - Is There Anybody Out There? (Airheadz Mix)
- 2001: Move - Come Together
- 2003: Sur Le Mer featuring Sandy - HI-NRG
- 2003: Jamie West - Venus
- 2007: Farley Jackmaster Funk - Love Can't Turn Around